# Arianna Bridi
Arianna Bridi (Trento, 6 de novembre de 1995) és una nedadora italiana, especialitzada en proves de fons.
Membre del Centro Sportivo Esercito de Trento, guanyà la medalla d'or en 10 km als Jocs Universitaris de 2015. A nivell professional, participà al Campionat del Món de Natació de 2017, on aconseguí dues medalles de bronze en 10 i 25 km. Es proclamà campiona d'Europa en 25 km el 2018 i aconseguí una medalla de bronze en 10 km a l'Europeu de 2016. Destacà la seva victòria de la 55a edició de travessia Capri-Nàpols, establint un nou rècord absolut de la competició.

## Palmarès
- 1 medalla de bronze en 10 km als Campionat del Món de natació de 2017
- 1 medalla de bronze en 25 km als Campionat del Món de natació de 2017
- 1 medalla d'or en 25 km als Campionat d'Europa de natació de 2018
- 1 medalla de bronze en 10 km als Campionat d'Europa de natació de 2016